# Attelage Henricot

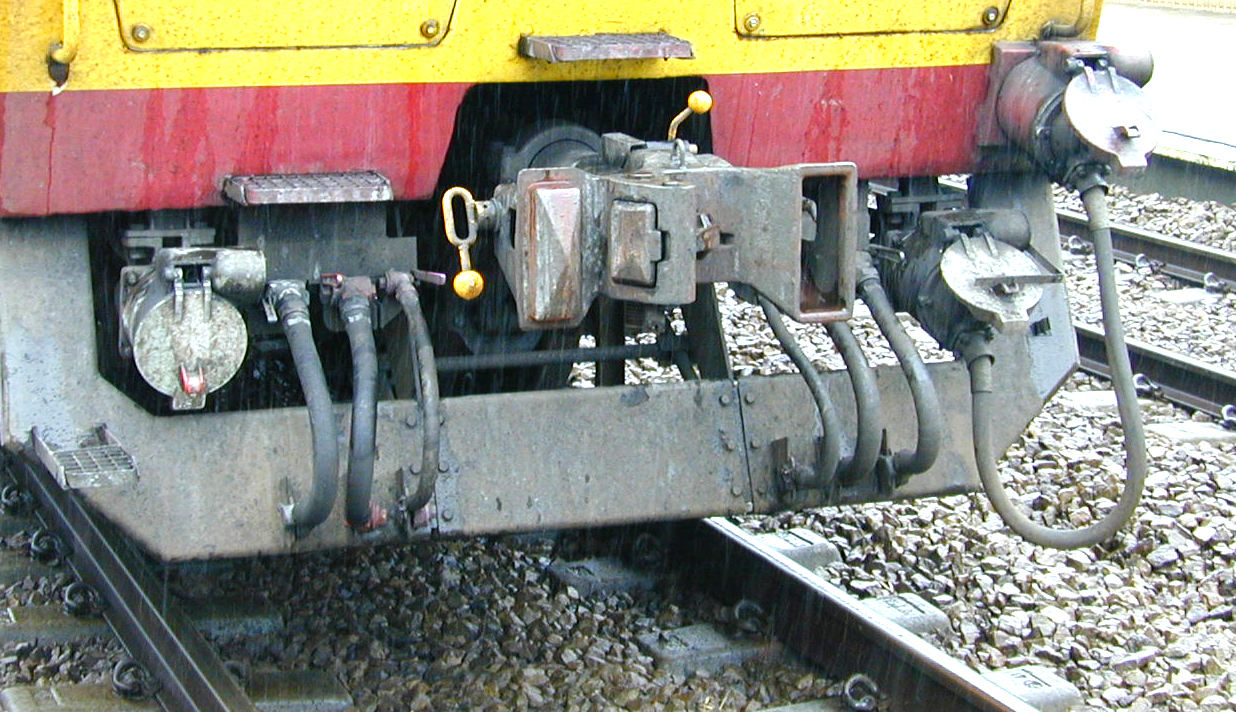
Attelage Henricot sur une automotrice de la SNCB.

L'attelage Henricot est un attelage semi-automatique présent sur certains engins ferroviaires, et fabriqué par les Usines Émile Henricot de Court-Saint-Étienne.

## Semi-automatique
L'accouplement mécanique se réalise automatiquement, tandis que les accouplements pneumatique et éventuellement électrique doivent être réalisés manuellement.